# Don Freeman
Donald Freeman alias Don Freeman, est un compositeur américain dans le domaine de la pop et du jazz. Don est un grand musicien capable de jouer du piano (pour Will Withers ou Larry Carlton), du synthétiseur (pour Jeffrey Osborne ou Michael Sembello), du tambour (pour Jermaine Jackson), du clavinet, du fender rhodes, du vibraphone, de la flute et du saxophone. Don parfois faisait les arrangements et les voix
Don Freeman a composé de nombreux titres comme Don't You Get So Mad pour Jeffrey Osborne, Escape from the Planet of the Ant Men pour Jermaine Jackson, First Time pour Angela Bofill ou encore Eye to Eye pour Chaka Khan, Carousel en collaboration avec le guitariste Michael Sembello (célèbre pour son tube Maniac de Flashdance), pour Michael Jackson qui est un titre non-retenu pour l'album Thriller

## Travaux
- 1975 : Song for You - The Temptations
- 1976 : Naked & Warm - Bill Withers
- 1976 : Sergio Mendes & The New Brazil '77 - Sergio Mendes
- 1977 : Together - Sister Sledge
- 1979 : On The Other Side - The McCrary's
- 1980 : Longest Road - Seals & Crofts
- 1981 : As We Speak - David Sanborn
- 1981 : Sleepwalk - Larry Carlton
- 1981 : Strikes Twice - Larry Carlton
- 1981 : Carousel - Michael Jackson
- 1983 : Bossa Nova Hotel - Michael Sembello
- 1983 : Friends - Larry Carlton
- 1983 : Stay With Me Tonight - Jeffrey Osborne
- 1984 : Jermaine Jackson - Jermaine Jackson
- 1984 : Two of Us - Ramsey Lewis
- 1984 : Truly for You - The temptations
- 1985 : Riptide - Robert Palmer
- 1987 : Tomorrow - Hugh Masekela
- 1988 : Collection - Larry Carlton
- 1988 : In the City of Angels - Jon Anderson
- 1988 : Love songs - David Sanborn
- 1989 : Life is a Dance - Chaka Khan
- 1991 : Offbeat of Avenues - The Manhattan Transfer
- 1992 : Ray Simpson - Ray Simpson
- 1992 : Fantasy Hotel - Carl Anderson
- 1994 : Leon on Me - Bill Withers
- 1994 : Emperor of Soul - The Temptetions
- 1994 : Proud to Be Aborigine - Tjapukai Dancers
- 1995 : Now & Then - Dolores Hope
- 1995 : Mellow Madness - Father Dom
- 2003 : City to city - Cuica
- 2003 : Elevator Music - Truby Trio
- 2003 : Sungrooves - Mark Riva
- 2004 : Human Natures - Mokadi
- 2005 : Experiments in Ambient Soul - The Dining Rooms
- 2005 : Storywaters - Tjapukai
- 2005 : 2006 - Manfred Mann
- 2006 : Sound Mirrors - Coldcut
- 2007 : Ink - The Dining Rooms
- 2009 : Endless Dynamite - Lord Fowl